# Ayazpınar (Pertek)
Ayazpınar (türkisch für Frostquelle) ist ein Dorf (Köy) im Landkreis Pertek der türkischen Provinz Tunceli. Im Jahr 2011 lebten in Ayazpınar 229 Menschen.